# Смітсоніт

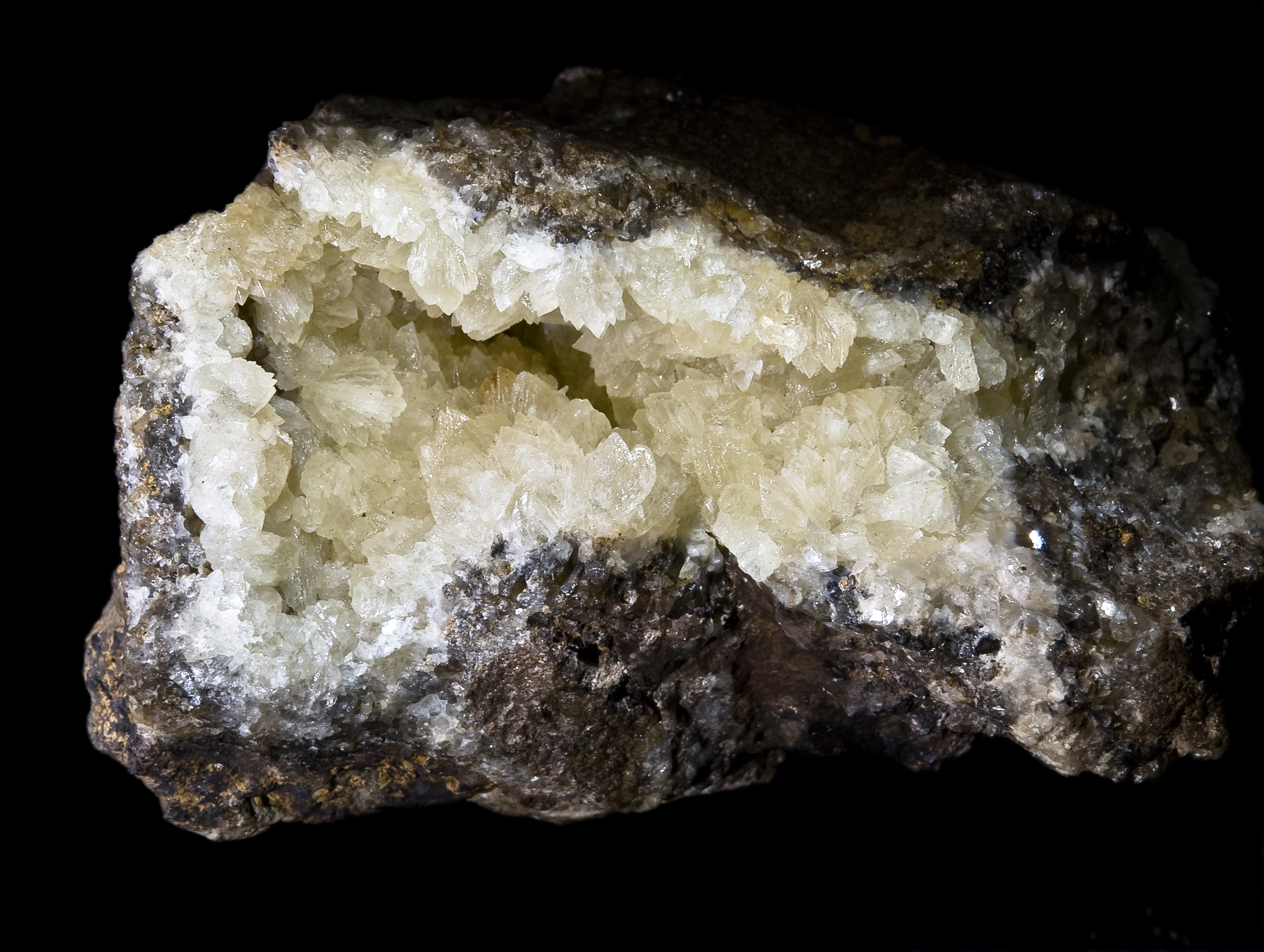
Смітсоніт

Смітсоніт — розповсюджений мінерал класу карбонатів. Карбонат цинку острівної будови.
Разом з геміморфітом і віллемітом — один з головних компонентів окиснених цинкових руд; блакитні різновиди мінералу використовувалися в ювелірній справі.
Синоніми: цинковий шпат, бонаміт, карбонат-галмей.

## Історія та етимологія
Мінерал смітсоніт був названий у 1832 році французьким мінералогом Франсуа Сюльпісом Боданом (1787—1850) на честь англійського хіміка та мінералога Джеймса Смітсона (1765—1829), який вперше ідентифікував мінерал у 1802 році відрізнивши його від геміморфіту.

## Загальний опис
Хімічна формула: ZnCO3. Zn у великих кількостях заміщається на Fe. Містить (%): ZnO — 64,90; CO2 — 35,10. Домішки: Сu, Mg, Mn2+, Fe2+, Co, Cd та ін. Ізоструктурний з кальцитом. Сингонія тригональна. Дитригонально-скаленоедричний вид. Кристали рідкісні, дрібні, ромбоедричні, скаленоедричні. Частіше спостерігаються шкаралуписті, нирковидні виділення, зонально-концентричні кірки, землисті маси. Натічні форми — «бурульки», «смугасті скоринки». 
Густина 4,2-4,5. Твердість 4-5. Спайність по ромбоедру (1011) недосконала. Колір звичайно коричневий, але може бути зеленим, блакитним, сірим, жовтим або безбарвним. Домішки надають різне забарвлення: світло-коричневого (Fe), жовтого (Cd), рожевого і пурпурного (Co), зеленого або блакитного (Cu). Напівпрозорий до прозорого. Блиск скляний з перламутровим відливом. Блиск скляний до алмазного. Злом нерівний до раковистого. Риса біла. Прозорий. Крихкий. Метаміктний. Присутнє двозаломлення мінералів. Кристалічна структура аналогічна структурі кальциту (вапняного шпату).
Зустрічається в зонах гіпергенезу, часто в гідротермальних жилах, в рудних родовищах цинкових мінералів, зазвичай разом зі сфалеритом, геміморфітом, галенітом і кальцитом.
Розрізняють:
•	смітсоніт залізистий (різновид смітсоніту, що містить 22,5-33,0 % FeO),
•	смітсоніт кадміїстий (різновид смітсоніту з Лавріума, Греція, що містить до 2,7 % CdO),
•	смітсоніт кальціїстий (різновид смітсоніту, що містить до 10 % СаО),
•	смітсоніт кобальтистий (різновид смітсоніту, що містить до 10 % СоО),
•	смітсоніт магніїстий (різновид смітсоніту, з Каліфорнії, США, що містить до 7,2 % MgO),
•	смітсоніт манґанистий (різновид смітсоніту., що містить до 10 % MnO),
•	смітсоніт мідний (різновид смітсоніту з Алтаю, містить 6 % CuO),
•	смітсоніт свинцевистий (різновид смітсоніту, містить до 1 % PbO).

## Поширення
Смітсоніт — типовий мінерал зони окиснення цинковмісних сульфідних родовищ, в яких утворюється в процесі метасоматозу за рахунок вміщуючих вапняків і жильного кальциту.
Асоціює зі сфалеритом. Руда цинку. Родовища і знахідки: Баден (ФРН), о. Тасос і Лавріон (Греція), Каринтія (Австрія), о. Сардинія, (Італія), Мендіп-Гіллс та Матлок (Велика Британія), шт. Колорадо, Нью-Мексико, Каліфорнія, Арканзас (США), Цумеб (Намібія), Новий Південний Уельс (Австралія), Олькуш (Польща), Примор'я (Росія), Ачісайське родовище Казахстану. На території України є на Донбасі й Передкарпатті.

## Застосування
Разом з геміморфітом і віллемітом смітсоніт — один з головних компонентів окиснених руд Zn. Блакитні різновиди мінералу, що зустрічаються в Нью-Мехіко (США), використовувалися в ювелірній справі.